# Reasonable Woman (专辑)
《Reasonable Woman》是澳大利亚创作歌手希雅的第十张录音室专辑，透过 Monkey Puzzle和大西洋唱片于2024年5月3日发行。希雅与傑斯·夏特金和格萊格·科爾斯汀共同创作了这张专辑，他们两人也负责专辑主要的制作工作；其他合作者包括本尼·布兰科、贾斯珀·哈里斯（英語：Jasper Harris）、吉姆·埃·斯塔克、迷走小子 。客串艺人包括夏卡·康、凯莉·米洛、迷走小子、基耶拉·韋克、卡利、吉米·乔利夫（英語：Jimmy Joliff）和芭黎絲·希爾頓 。
专辑先行单曲包括《Gimme Love》、《Dance Alone》（米洛客串）和《Incredible》（迷走小子客串）。这张专辑得到了乐评人褒贬不一的评价。

## 背景
2016年，希雅发行了她的第七张录音室专辑《超有戲》 ，主要收录了她为其他歌手创作的歌曲。2018年，她与迷走小子和迪波洛组建了超级组合LSD ；他们于2019年4月发行了首张专辑。2020年2月，希雅宣布她有两张新专辑“等待发行”，其中一张将是她编剧和导演的音乐剧电影《幸福剛剛好》的原声带唱片。 该专辑于2021年2月与电影同时上映。在2020年接受Zach Sang采访时，希雅表示另一张专辑将是《Reasonable Woman》 。

## 发行与推广
2024年2月7日，希雅宣布了《Reasonable Woman》的发行日期和曲目列表。 《Reasonable Woman》于2024年5月3日由 Monkey Puzzle和大西洋唱片发行。专辑以流媒体、数字下载、CD和多种黑胶唱片的媒介提供购买和收听。

### 单曲
专辑的主打单曲《Gimme Love》于2023年9月13日发行2024年2月7日，与凯莉·米洛合作的第二首单曲《Dance Alone》发行。2024年4月5日，与迷走小子合作的第三首单曲《Incredible》发行。

### 宣传单曲
首支宣传单曲《I Forgive You》于2024年4月12日发行， 第二支宣传单曲《Fame Won't Love You》由帕丽斯·希尔顿助唱，于4月19日发行。

### 唱片封面
专辑的封面图案是希雅坐在一个年轻女孩旁边。两人的头发上都戴着粉色蝴蝶结，希雅还戴着她标志性的超大卷曲假发。另一张封面作品出现在专辑的几种实体唱片中，封面是希雅身穿橙色套装站在泳池边，她的脚、手和头被白色、灰色和黑色的色块覆盖。

## 评论
| 綜合得分             | 綜合得分 |
| 來源                 | 評分     |
| -------------------- | -------- |
|                      | 59/100   |
| 評論得分             |          |
| 來源                 | 評分     |
| AllMusic             | [ 21 ]   |
| 《藝術書桌》         | [ 22 ]   |
| 《Beats Per Minute》 | 45/100   |
| 《卫报》             | [ 24 ]   |
| 《MusicOMH》         | [ 25 ]   |
| 《Pitchfork》        | 5.5/10   |

根据评论聚合网站 Metacritic，《Reasonable Woman》得到7 个评论，平均得分为 59 分（满分 100 分），代表好坏不一的评价。
Neil Z. Yeung 在AllMusic的评论中称赞了《Reasonable Woman》 ，认为它“让希雅重回正轨”。《藝術書桌》的凯蒂·哥伦布 (Katie Colombus) 称这张专辑“音调高昂，歌词疯狂，唱腔精湛优美，节奏震撼，旋律难忘”，称赞了希雅的歌曲创作，并表示这张专辑“巩固了 [她] 作为一条忠于自我的变色龙”的形象。《卫报》的凯特琳·威尔士（Caitlin Welsh）对这张专辑的评价更为负面，她认为尽管希雅“拥有一些出色的时刻”，但《Reasonable Woman》中的一些歌曲“太过宽泛和过于简单，让人感觉像是初稿”。
《Beats Per Minute》的Moses Jeanfrancois给出了负面的评论，他指出希雅在这张专辑中的风格似乎变得停滞不前，成为了自己风格的模仿者，“没有创新或者原创性”。《Pitchfork》的Eric Torres批评这张专辑“过度制作”。 Sputnikmusic的Benjamin Jack给出了负面评价（2.2/5），指出这张专辑展现了希雅出色的声乐能力，但是“客串众多”、“过长、乏味”，副歌歌词重复单一。

## 曲目列表
| 《Reasonable Woman》曲目表 | 《Reasonable Woman》曲目表                     | 《Reasonable Woman》曲目表                                                                                           | 《Reasonable Woman》曲目表          | 《Reasonable Woman》曲目表 |
| 曲序                       | 曲目                                           | 词曲 | 制作人                              | 时长                       |
| -------------------------- | ---------------------------------------------- | --- | ----------------------------------- | -------------------------- |
| 1.                         | Little Wing                                    | 希雅·富勒 傑斯·夏特金 （ 英语 ： Jesse 夏特金）                                                                                  | 夏特金                              | 3:19                       |
| 2.                         | Immortal Queen（夏卡·康客串）                  | 富勒 格萊格·科爾斯汀 夏卡·康                                                                                         | 科爾斯汀                            | 3:20                       |
| 3.                         | Dance Alone（凯莉·米洛客串）                   | 富勒 夏特金 | 夏特金 吉姆·埃·斯塔克 （ 英语 ： Jim-E Stack） | 2:52                       |
| 4.                         | I Had a Heart                                  | 富勒 夏特金 罗莎莉亚·比拉·托韦利亚                                                                                   | 夏特金                              | 2:49                       |
| 5.                         | Gimme Love                                     | 富勒 夏特金 | 夏特金                              | 3:34                       |
| 6.                         | Nowhere to Be                                  | 富勒 夏特金 | 夏特金                              | 3:16                       |
| 7.                         | Towards the Sun                                | 富勒 夏特金 | 夏特金                              | 2:48                       |
| 8.                         | Incredible（迷走小子客串）                     | 富勒 蒂莫西·麦肯齐 （ 英语 ： Labrinth）                                                                                     | Labrinth Nathaniel Ledwidge         | 3:34                       |
| 9.                         | Champion（基耶拉·韋克, 卡利和吉米·乔利夫客串） | 富勒 夏特金 Ernest Brown 基耶拉·韋克 （ 英语 ： Tierra Whack） 卡利亚·罗斯 （ 英语 ： Kaliii） Jimmy Jolliff 乔舒亚·古兹 （ 英语 ： Tate Kobang） | 夏特金 Charlie Heat [c]             | 2:41                       |
| 10.                        | I Forgive You                                  | 富勒 科爾斯汀 | 科爾斯汀                            | 4:20                       |
| 11.                        | Wanna Be Known                                 | 富勒 科爾斯汀 | 科爾斯汀                            | 3:46                       |
| 12.                        | One Night                                      | 富勒 夏特金 梅根·布洛 （ 英语 ： Bülow (singer)） Gabriel Noel Max Wolfgang                                                        | 夏特金                              | 2:59                       |
| 13.                        | Fame Won't Love You（帕丽斯·希尔顿客串）       | 富勒 科爾斯汀 | 科爾斯汀                            | 3:20                       |
| 14.                        | Go On                                          | 富勒 夏特金 本杰明·列维 贾斯珀·哈里斯 Magnus Høiberg                                                                 | 夏特金 本尼·布兰科 哈里斯           | 3:14                       |
| 15.                        | Rock and Balloon                               | 富勒 夏特金 | 夏特金                              | 4:00                       |
| 总时长：                   | 总时长：                                       | 总时长： | 总时长：                            | 49:52                      |

备注
- ^[c]  表示联合制作人

## 发布历史
| 国家     | 日期         | 形式                          | 厂牌                 | Ref.         |
| -------- | ------------ | ----------------------------- | -------------------- | ------------ |
| 多个地区 | 2024年5月3日 | CD 数字下载 黑胶唱片 流式播放 | Monkey Puzzle 大西洋 | [ 1 ] [ 28 ] |